# Romanov

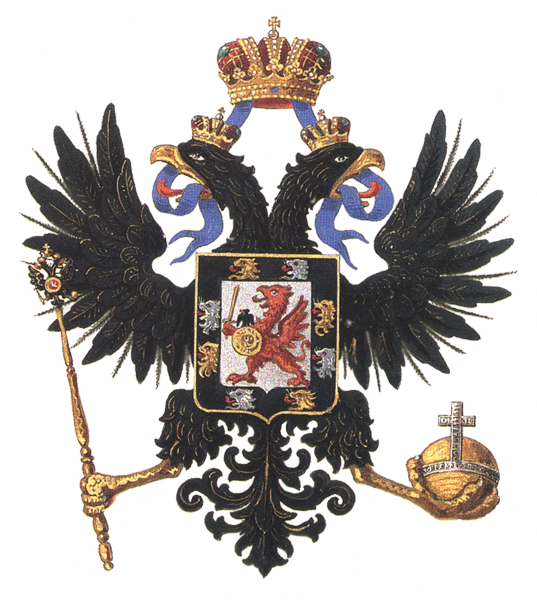
Stemma dei Romanov

Romanov (al plurale Romanovy, in russo Рома́новы? [rɐˈmanəvɨ]; singolare, Рома́нов [rɐˈmanəf]) sono la seconda dinastia imperiale russa, ascesa al trono dopo l'estinzione del ramo imperiale della dinastia Rjurikidi alla fine del XVI secolo.
La linea maschile dei Romanov (1613-1730) si estingue con Pietro II, mentre quella femminile si estingue nel 1762 con la zarina Elisabetta. Ad essa succedette il nipote Pietro Ulrico di Holstein-Gottorp, del Casato degli Oldenburg, la cui moglie sarà l'imperatrice Caterina la Grande. Benché genealogicamente Pietro III si sarebbe dovuto chiamare Holstein-Gottorp-Romanov, egli e tutti i suoi successori mantennero l'originario cognome. I Romanov regnarono fino al 1917, quando vennero deposti durante la rivoluzione di febbraio: molti di loro furono uccisi dopo la rivoluzione d'ottobre ad opera dei bolscevichi, durante la  guerra civile russa, dando così inizio al terrore bolscevico, altri fuggirono all'estero, soprattutto in Francia, Inghilterra e Stati Uniti.

## Storia

### Origini

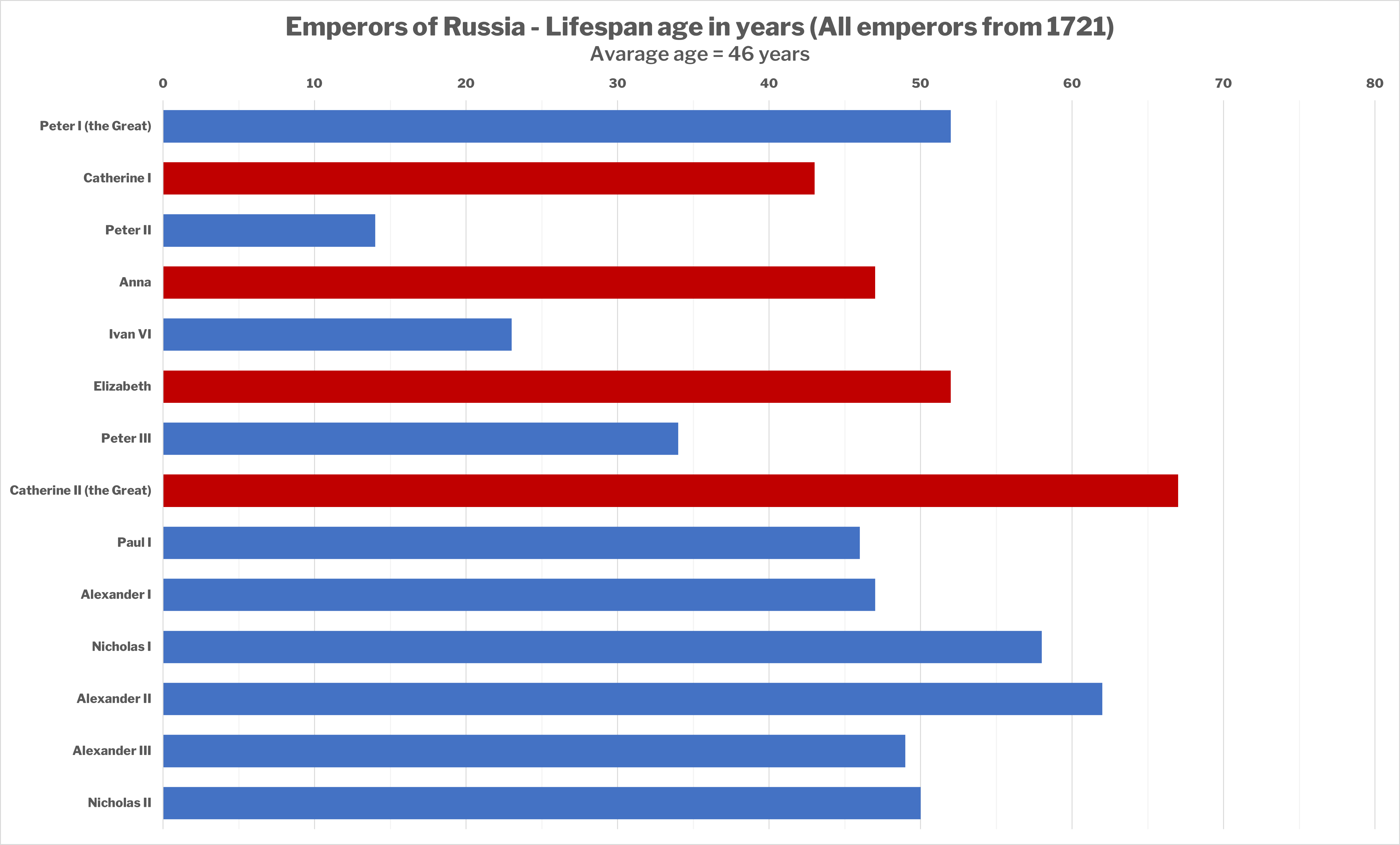
Durata della vita dei vari imperatori russi, dal 1721 al 1918. La dinastia Romanov si distinse per una successione di imperatori incapaci in gran parte di superare il 50º anno di età, in linea con una generale tendenza delle terre slave a vedere i maschi morire precocemente ancora oggi.

I Romanov hanno la loro origine assieme a due dozzine di altre famiglie nobili russe: il loro antenato comune più antico è Andrej Kobyla, attestato come boiardo al servizio di Simeone di Russia. Le generazioni successive hanno trovato a Kobyla illustri antenati ed un libro di genealogia di XVIII secolo sostiene che era figlio del principe prussiano Glanda Kambila, giunto in Russia nella seconda metà del XIII secolo, in fuga dagli invasori tedeschi. Effettivamente, uno dei capi della ribellione prussiana del 1260-1274 contro l'Ordine Teutonico si chiamava Glanda.
Probabilmente le origini di Kobyla non erano molto nobili e significative: poiché il termine "kobyle" in russo vuol dire "cavallo" ed alcuni suoi parenti ebbero per soprannome nomi di cavalli o di animali domestici, si può pensare che appartenesse alla servitù reale. Uno dei figli di Kobyla, Fëdor, fu un boiardo nella Duma di Dmitrij Donskoj ed ebbe il soprannome di "Koška" (gatto). I suoi discendenti presero il cognome Koškin, che mutarono in Zachar'in, e in seguito la famiglia si divise in due rami: Zachar'in-Jakovlev e Zacharin-Jur'ev. Solo durante il XVI secolo si affermò il cognome Romanov.

### Presa del potere
Viene spesso preso a riferimento come effettivo capostipite Roman Jur'evic Zachar'in-Koškin (sec. XVI); il figlio Nikita Romanovič (governatore di Novgorod), sarà membro del consiglio di reggenza dell'ultimo Zar della dinastia dei Rjurik, Fëdor I Ivanovič, che era suo nipote.
La fortuna della famiglia aumentò moltissimo quando la figlia di Roman, Anastasija Romanovna Zachar'ina, nel 1547 sposò Ivan IV il Terribile, venendo incoronata zarina. Il loro matrimonio fu molto felice e la sua morte, prematura e misteriosa, nel 1560 rese Ivan un uomo peggiore: ritenendo colpevoli i boiardi di averla avvelenata, lo zar iniziò un regno di terrore contro di loro. Dei figli di Anastasia il primo, Ivan, venne ucciso da suo padre in un litigio; il più giovane Fëdor, un principe pio e forse mentalmente debole, ereditò il trono di suo padre: durante il suo regno, il governo fu nelle mani di suo cognato Boris Godunov e dello zio Romanov.
Alla morte senza figli di Fëdor, dopo 700 anni si estinse la casa di Rurik e dopo lunghe lotte la fazione che appoggiava Boris Godunov trionfò, proclamando lui zar invece del cugino di Fëdor I, Fëdor Nikitič Romanov, che godeva dell'appoggio del popolo. Per cautelarsi Boris esiliò tutti i Romanov in zone lontane, al nord o negli Urali, dove molti di loro morirono di fame o di freddo. Tenuto conto del prestigio di Fëdor Nikitič, Boris non lo uccise, ma costrinse lui e sua moglie a prendere i voti e a vivere, con il nome di Filarete, nel monastero di Antonievo-Sijskij.

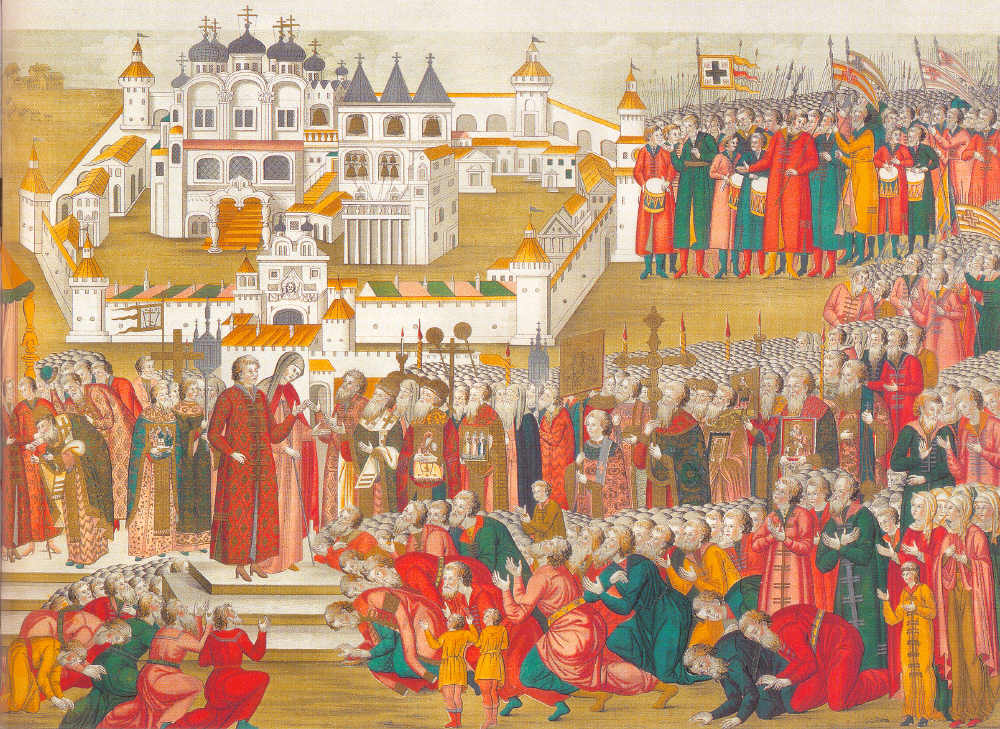
Una folla al Monastero Ipat'ev implora la madre di Michail Romanov di lasciare che il figlio vada a Mosca per essere incoronato zar. Illustrazione da un manoscritto del 1673.

Le sorti dei Romanov mutarono ancora una volta nel 1606, alla morte di Boris Gudunov: come ex capo della fazione a lui avversa e parente più stretto in vita dell'ultimo dei Rurik, Filarete fu ostacolato, in quello chiamato oggi "Periodo dei torbidi", da molti impostori che si spacciarono per legittimi discendenti di Ivan IV.
Il primo fra questi, che si disse essere l'ultimogenito di Ivan il Terribile e si proclamò Dimitri I creò Filarete metropolita, mentre il suo successore Falso Dimitri II lo creò Patriarca. Espulsi i Polacchi da Mosca nel 1612, lo Zemskij sobor offrì la corona a molti principi discendenti dei Gediminas e dei Rurik, ma tutti rifiutarono.
Venne infine offerta la corona anche al sedicenne figlio di Filarete, Michail Fëdorovič, che viveva nel Monastero Ipat'ev con la sua famiglia: questi, dopo un primo rifiuto, venne convinto dalla madre, Ksenija Ivanovna Šestova, che lo benedì con l'immagine di Nostra Signora di San Teodoro. Ritenendo non molto sicuro il proprio trono, Michele sottolineò molto il suo legame di sangue con gli ultimi Rurik e convocò spesso il Zemskij sobor per ogni importante decisione: la strategia fu vincente e i primi Romanov furono molto amati dal popolo russo, in quanto successori di Ivan IV e martiri innocenti di Boris Gudunov.

### Lotte dinastiche
A Michele succedette il figlio Alessio I, che guidò tranquillamente il paese tra numerose difficoltà, ma alla sua morte ci fu un periodo di lotte dinastiche fra i figli di primo letto (Fëdor III, Sofia, Ivan V) ed il partito legato alla famiglia della seconda moglie, Natal'ja Kirillovna Naryškina, madre del futuro zar Pietro I, il quale visse più a lungo dei suoi fratellastri, divenendo unico sovrano. Questi riformò radicalmente l'Impero trasformandolo in una potenza europea, associando al titolo di Zar quello di Imperatore di tutte le Russie e spostando la capitale a San Pietroburgo, che sorse sul golfo di Finlandia dopo le sue conquiste.
Anche alla sua morte però la corte venne divisa da problemi di successione: allo zar succedette la seconda moglie Caterina I ed in seguito l'unico figlio vivente, l'adolescente Pietro II, dell'unico erede di Pietro, lo zarevic Alessio, privato delle proprie prerogative dinastiche dal padre anni prima: con la morte di Pietro II terminò la linea patrilineare dei Romanov.

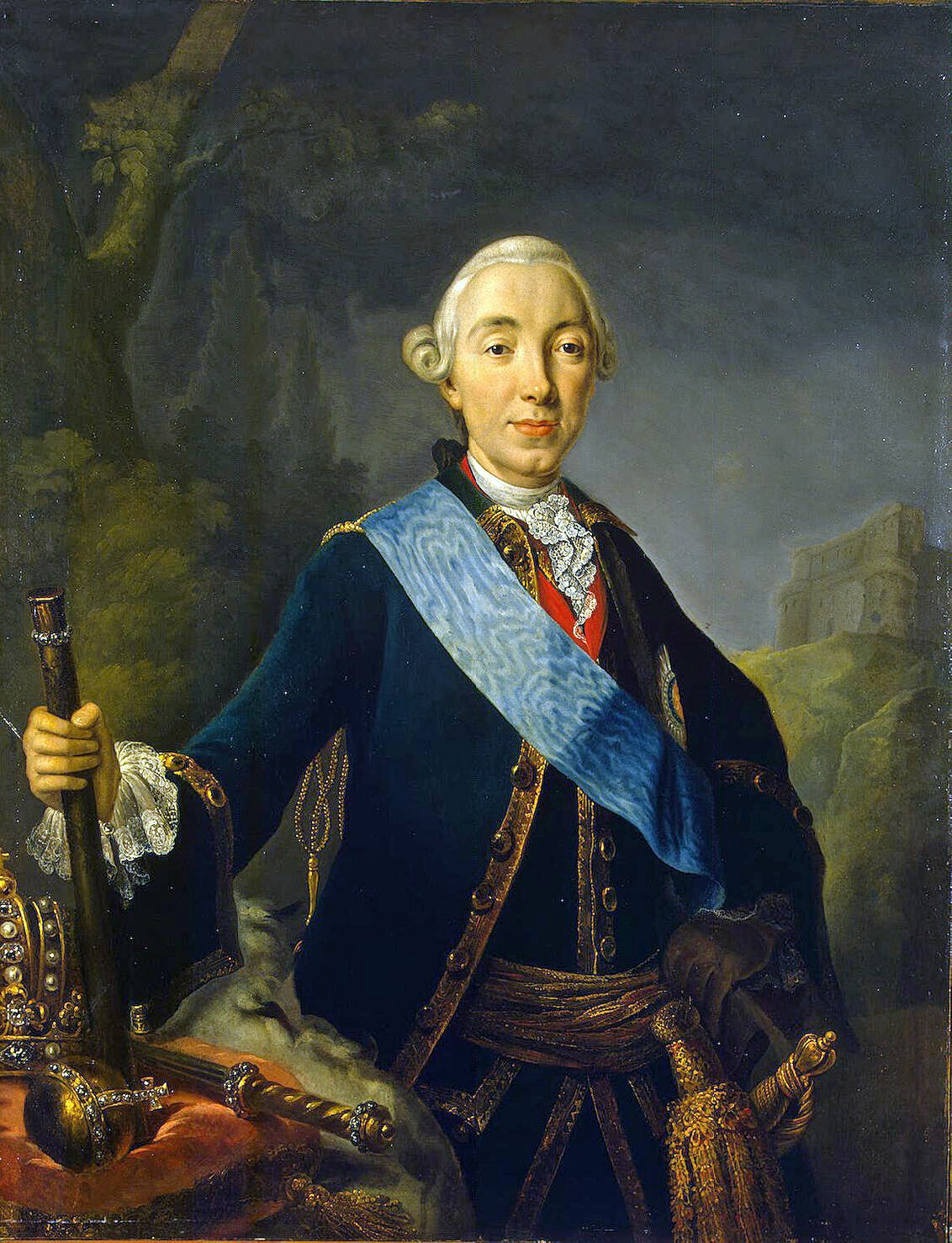
Pietro III

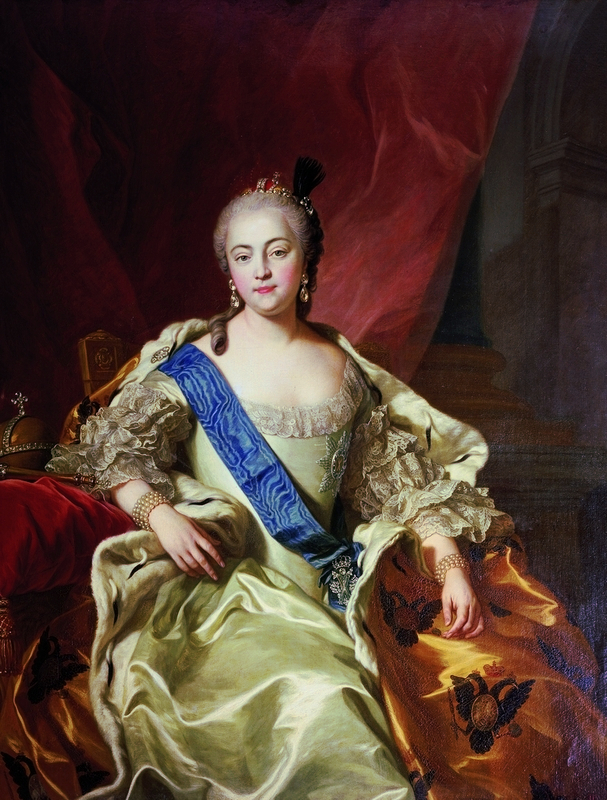
Elisabetta di Russia

Come suo successore venne scelta l'unica figlia ancora in vita di Ivan V, che divenne l'imperatrice Anna (1693-1740): anch'essa senza figli, adottò come erede un infante figlio della figlia della propria sorella, che divenne zar col nome di Ivan VI per soli pochi mesi, sotto la reggenza della madre. Un colpo di Stato da parte della cugina della defunta imperatrice Anna, la granduchessa Elisabetta, ultima figlia vivente di Pietro il Grande e della seconda moglie Caterina I, portò quest'ultima sul trono, ed in carcere od in monastero la discendenza di Ivan V. Priva anch'essa di discendenza, adottò come erede il duca Pietro Ulrico di Holstein-Gottorp, figlio di sua sorella maggiore ed erede presunto al trono svedese, nonostante fosse notoriamente di scarse capacità. Questi salì al trono nel 1762 mantenendo il cognome materno, venendo dopo poco deposto (e fatto assassinare) dalla moglie, che si proclamò imperatrice come Caterina II, ponendo fine a circa un secolo di lotte di palazzo.

### XIX secolo
Al regno brillante ed innovatore di Caterina, che in molte cose assomigliò all'avo del marito Pietro il Grande, succedette il figlio Paolo I, particolarmente fiero di essere discendente di quell'imperatore, benché nelle proprie memorie la madre insinuasse che fosse in realtà frutto di una relazione con il cortigiano Sergej Saltykov. Figlio unico, e privo di cugini discendenti dai Romanov se non in grado lontano, Paolo mise mano ad una organica legge di successione, allora una delle più rigorose in Europa, per evitare che in futuro si ripresentassero crisi come quelle che i Romanov avevano affrontato nel XVII secolo: la legge di famiglia si basò sulla primogenitura agnatizia, sulla richiesta della fede ortodossa del monarca e dei membri della dinastia, del consorte dell'imperatore e dei primi eredi in linea di successione.
Dopo pochi anni di regno anche Paolo I venne ucciso in una congiura di palazzo, ma la monarchia rimase salda, nelle mani di suo figlio Alessandro I che, appoggiato anche dai suoi fratelli e dalle sorelle, condusse la Russia oltre le guerre del periodo Napoleonico. L'imperatore, affrontando la possibilità di un matrimonio morganatico del suo fratello ed erede Costantino, modificò la legge di successione, aggiungendo la clausola per cui i consorti dei membri della dinastia dovevano essere di uguale nascita, cioè appartenenti ad una casa reale o regnante, altrimenti la loro prole avrebbe perso ogni diritto.

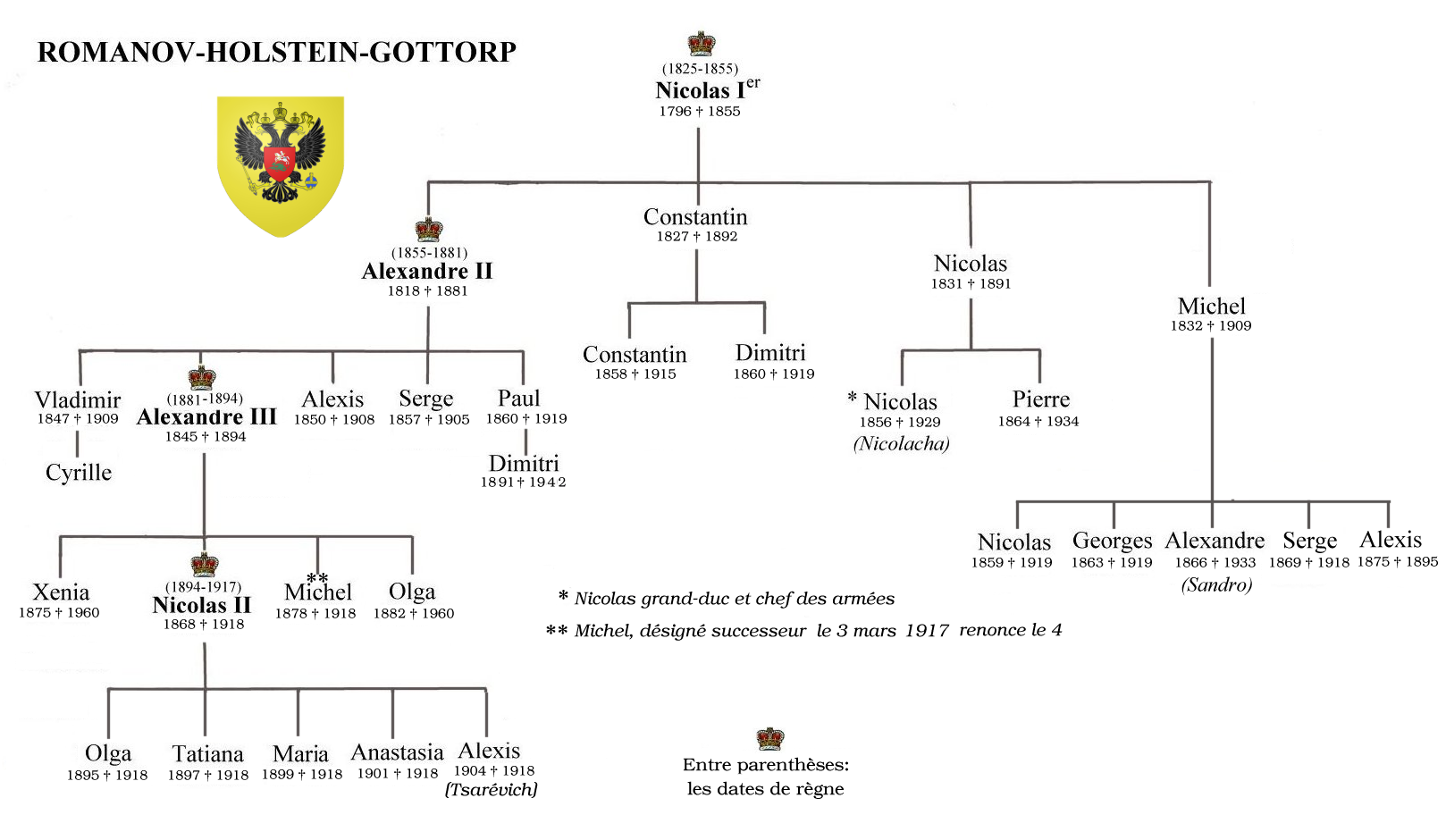
albero genealogico da Nicola I a Nicola II

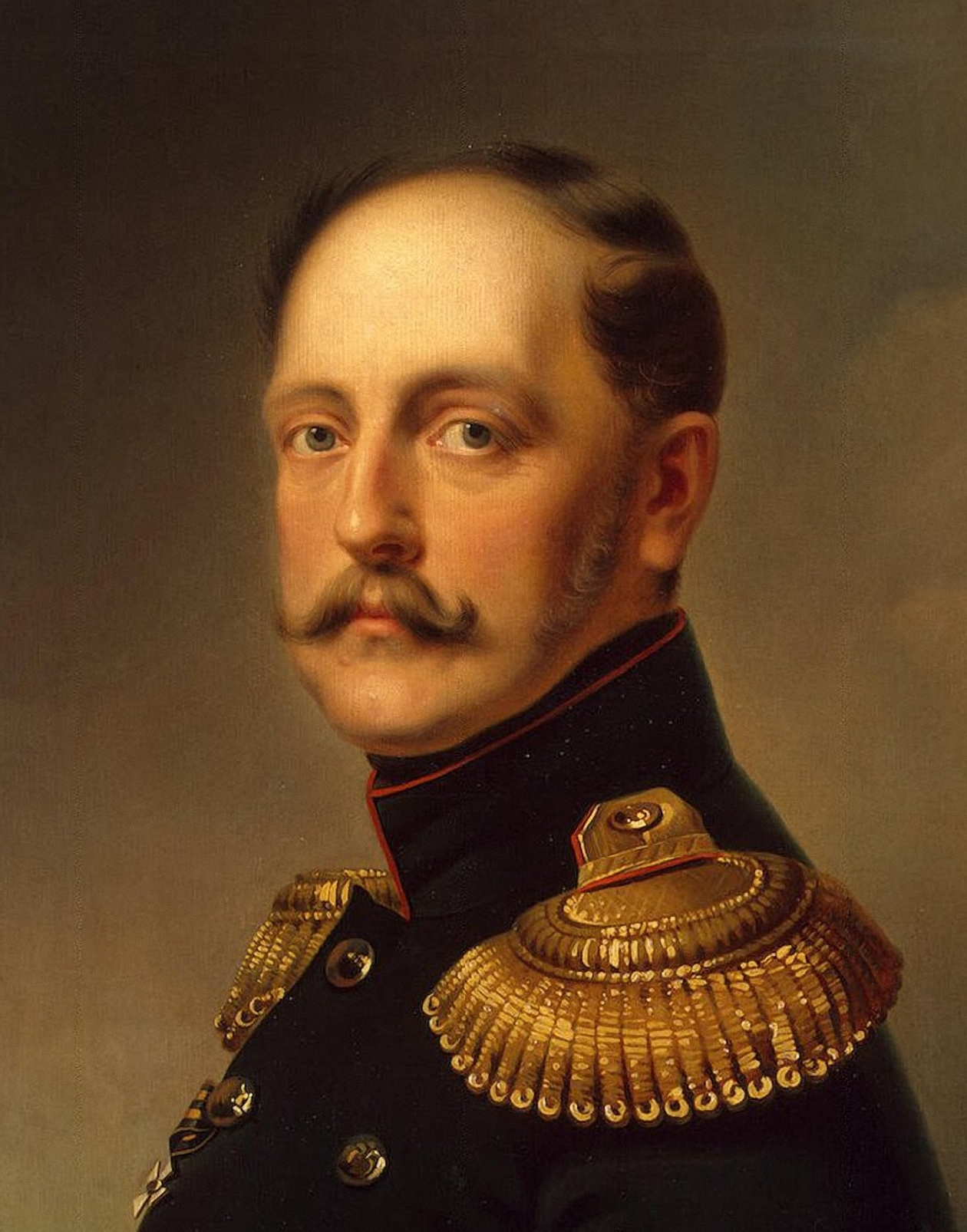
Nicola I (1825-1855)

Il granduca Costantino fece rinuncia al trono e alla morte di Alessandro gli succedette l'altro fratello Nicola I: questi, esattamente come il padre Paolo I, si dedicò a potenziare l'esercito ma nonostante questo il suo regno terminò con la bruciante sconfitta della guerra di Crimea, per la quale si disse che lo zar morì di dolore. Nicola I ebbe quattro figli, che diedero origine a quattro rami principali della famiglia Romanov: gli Aleksandrovič (cui appartennero i suoi successori sul trono; si sono estinti nella linea primogenita, ma in quella collaterale detta dei Vladimirovič sono ancora esistenti e vantano una degli attuali pretendenti al trono), i Nikolaievič (cui sopravvivono solo due membri maschili e tre femminili), i Konstantinovič (in gran parte uccisi dopo la Rivoluzione d'ottobre, si sono estinti in linea maschile nel 1973 ed in quella femminile nel 2007) ed i Michajlovič (tuttora fiorenti, si oppongono alle pretese sulla corona dei Vladimirovič). Se Nicola I come imperatore fu ligio all'autocrazia, come uomo si dimostrò di vedute aperte, scegliendo per i propri figli i migliori educatori, nell'eventualità che questi dovessero regnare. Il figlio Costantino fu un capace riformatore della Marina ed il figlio Nikolai fu un buon soldato.

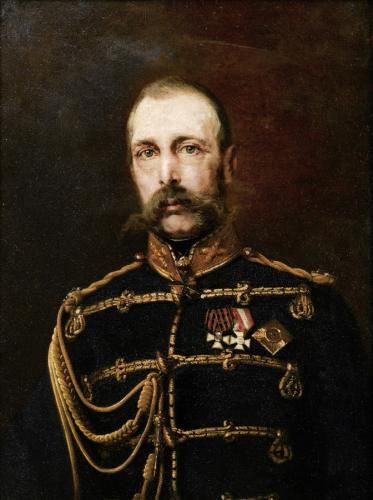
Alessandro II (1855-1881)

Il successore fu Alessandro II, un uomo istruito e intelligente, il cui primo impegno fu riportare la pace tra Russia ed il resto d'Europa. Dell'idea che la pace si ottenesse all'estero con un forte esercito e all'interno con le riforme, riorganizzò le forze armate imperiali, aumentò le libertà del granducato di Finlandia e nel 1861 abolì la servitù della gleba, guadagnandosi l'appoggio degli intellettuali e dei riformisti, l'odio della nobiltà e dei nichilisti. La sua vita famigliare non fu invece tranquilla: la moglie godeva di cattiva salute per problemi ai polmoni e lui si distraeva con varie amanti, una delle quali, la principessa Caterina Dolgoruki, sposò poco dopo essere rimasto vedovo. Avendo legittimato i figli avuti con quest'ultima, e girando la voce che era pronto a farla incoronare imperatrice, ponendo fine allo status di matrimonio morganatico, nacquero molte tensioni all'interno della famiglia imperiale. In particolare le granduchesse furono scandalizzate al pensiero di venire permanentemente retrocesse dalla principessa Dolgurokaia, poiché per il protocollo l'Imperatrice aveva la precedenza sugli altri membri della famiglia, anche da vedova. Il 13 marzo 1881, mentre stava per depositare una Costituzione che avrebbe reso l'impero una monarchia liberale, Alessandro II venne ucciso in un attentato nichilista.

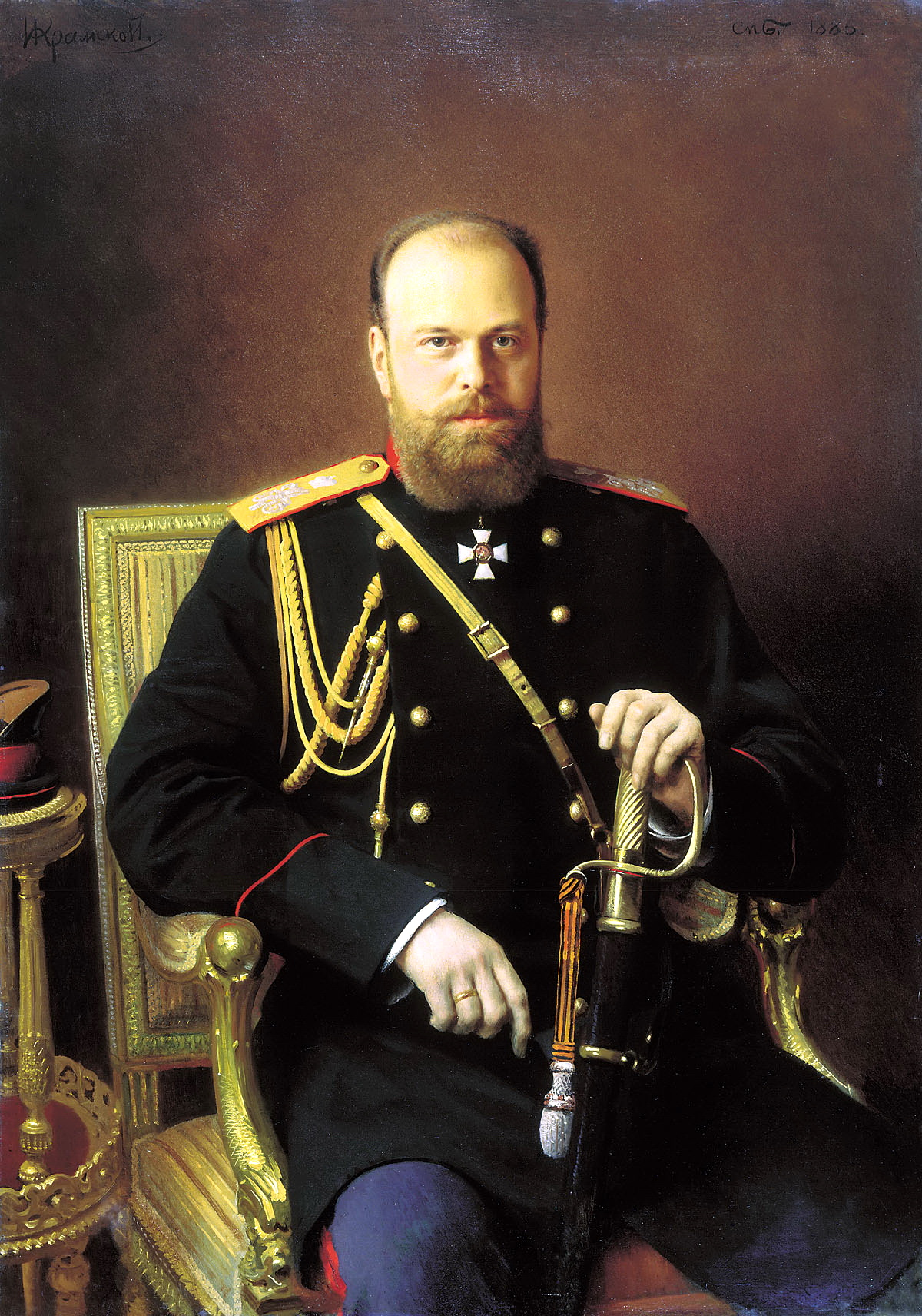
Alessandro III (1881-1894)

Nella seconda metà del secolo presero sempre più piede il patriottismo slavo all'insegna di una rinascita culturale e di idee panslaviste, che spinsero anche la dinastia a cercare di essere "più russa": si richiese ai membri della dinastia un maggiore devozione religiosa alla chiesa ortodossa russa, fece la ricomparsa sui volti dei granduchi la barba, simbolo slavo che Pietro il Grande aveva imposto sparisse dai visi dei nobili in linea con la moda occidentale, e si ebbero i primi matrimoni con principesse di altre monarchie slave od ortodosse, e fu perfino permesso, ad alcune principesse dei rami cadetti, di sposare membri dell'alta nobiltà russa, quando fino al 1850 circa i matrimoni dei membri della dinastia erano stati stretti solo con principi di origine germanica.
Ad Alessandro II succedette il figlio Alessandro III, il primo zar con barba e baffi dai tempi di Ivan V, morto alla fine del XVII secolo. Era un uomo gigantesco ed imponente, in qualche modo non acuto, di grande vigore, grande pigrizia e modi difficili: spaventato dal destino occorso all'amato padre, governò con forza ed autocrazia la Russia, invertendo molte delle riforme di Alessandro II che avrebbero reso l'impero più liberale. Alessandro III sposò Dagmar di Danimarca, la fidanzata del fratello maggiore prima che egli morisse in giovane età, e la coppia ebbe un matrimonio felice che diede sei figli, nonostante le diverse nature e dimensioni: lui imponente ed alto quasi due metri, lei piccola e minuta.

### XX secolo e fine della dinastia
Il figlio maggiore Nicola succedette al padre quando questi morì di nefropatia tubulointerstiziale cronica ad appena 49 anni: non ancora preparato al compito, sul letto di morte paterno singhiozzò tra le braccia del giovane cugino e cognato, il granduca Aleksandr: "Non sono pronto, non lo voglio. Non sono uno zar". Nicola II mancava di una completa educazione al ruolo, e continuò la politica paterna, in questo consigliato dalla moglie Alessandra Fëdorovna, una principessa tedesca emotivamente fragile e che non conosceva affatto la vera realtà dell'impero russo. La zarina era inoltre oppressa dalla paura e dal senso di colpa per la malattia che aveva trasmesso all'unico figlio maschio ed erede, il granduca Alessio: l'emofilia, che rendeva la vita del fanciullo difficoltosa e sempre a rischio. Tutto questo la spinse verso un sempre più forte misticismo e la allontanò dalla corte, dalla nobiltà e anche dalla famiglia imperiale, che non amava frequentare e che non la riamava.
Quando i Romanov celebrarono il tricentenario dell'ascesa al trono, nel 1913, le solennità vennero offuscate da numerosi presagi sinistri: il viso della venerata icona di Nostra Signora di San Teodoro, icona patrona della famiglia, si annerì e il monaco, molto ascoltato dalla zarina, Grigorij Efimovič Rasputin, affermò che il potere dei Romanov sarebbe tramontato se fossero entrati in guerra, e non sarebbe sopravvissuto due anni alla sua morte se alla base di questa ci fosse stato qualcuno dei membri della famiglia.

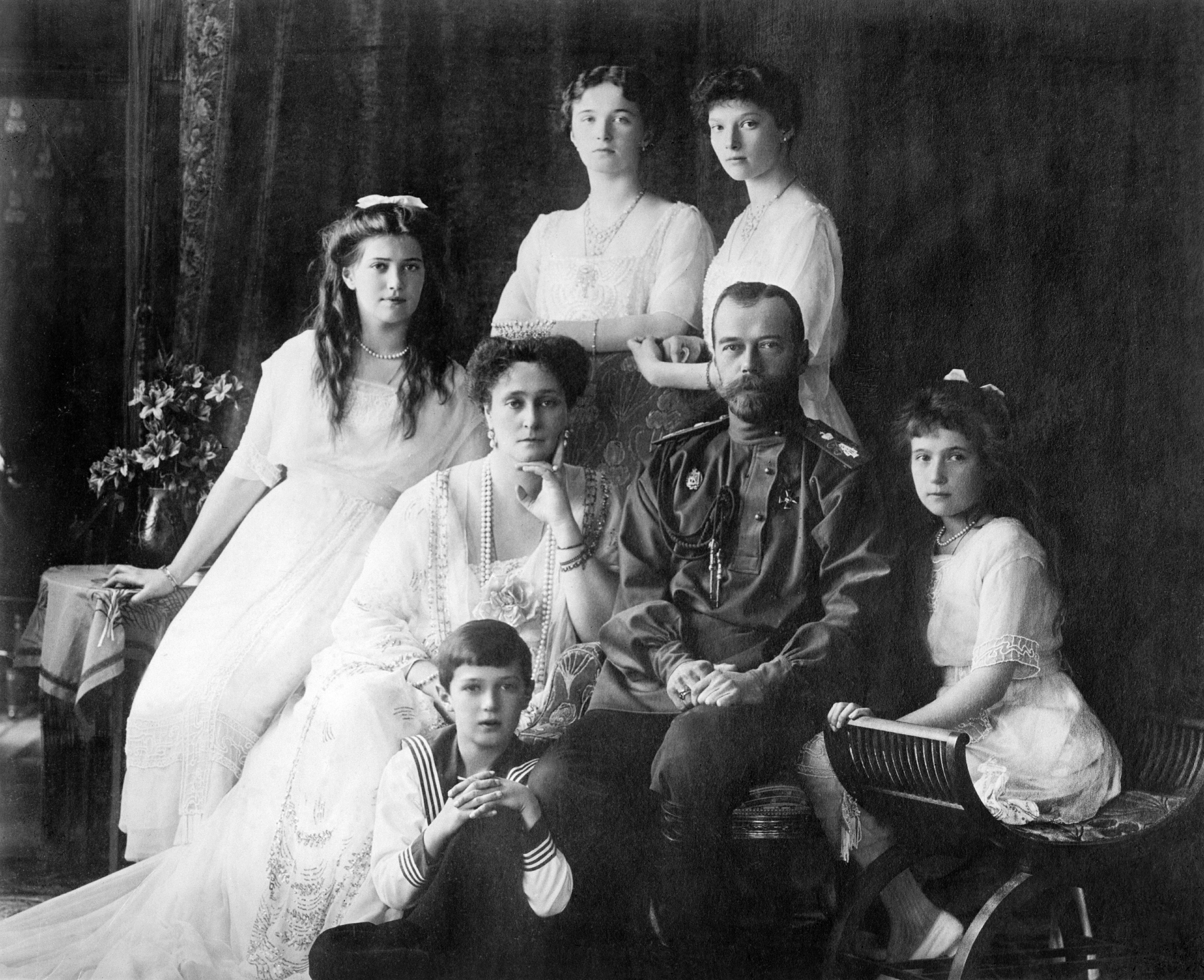
La famiglia Romanov al completo nel 1913

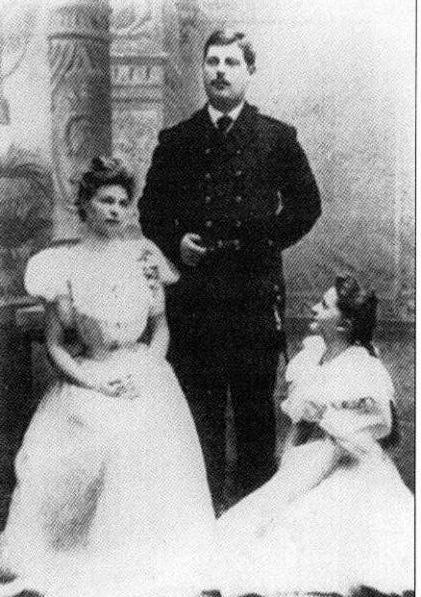
Georgij, Ol'ga ed Ekaterina Jurievskie, figli di Alessandro II di Russia e di Ekaterina Dolgorukaja

L'anno successivo la Russia entrò nella prima guerra mondiale contro la Germania, da cui proveniva la zarina che, nonostante fosse una fervente ortodossa, divenne il bersaglio dei malumori del popolo: mentre lo zar era al fronte, era lei a dirigere, in maniera infelice, testarda e reazionaria la politica, alienandosi ogni componente della corte e del mondo politico russo. Poiché dava moltissimo ascolto a Rasputin, un gruppo di congiurati uccise il monaco il 16 dicembre 1916: ideatore dell'omicidio fu il principe Feliks Jusupov, marito della granduchessa Irina Aleksandrovna Romanova, figlia della sorella dello zar Xenia, e vi partecipò anche il granduca Dmitrij Pavlovič, cugino di primo grado dello zar. Appena due mesi dopo, durante la Rivoluzione di Febbraio nel 1917, Nicola II fu obbligato ad abdicare al trono per sé e suo figlio in favore del proprio fratello Michele: avendo questi rifiutato la corona, il regno dei Romanov sulla Russia terminò.
Dopo la Rivoluzione di Febbraio, Nicola II e la sua famiglia vennero posti agli arresti domiciliari dal nuovo governo, mentre parecchi membri della famiglia imperiale, tra cui il cugino granduca Kirill, erede presuntivo dopo Michele, riuscirono a stabilire dei buoni rapporti con il governo interinale, avendo così la possibilità di lasciare la Russia prima della Rivoluzione d'ottobre.
Nicola II, condannato a morte dal soviet degli Urali, venne fucilato insieme a tutta la sua famiglia a Ekaterinburg nel luglio 1918. Il corpo fu poi fatto a pezzi e bruciato (nelle fiamme o attraverso l'uso di acido solforico) da alcuni bolscevichi; i corpi sono ora sepolti a San Pietroburgo, nella Cattedrale dei Santi Pietro e Paolo.

### Romanov dopo il crollo dell'URSS
Fuggiti all'estero per salvarsi dal massacro che non li avrebbe risparmiati, i moltissimi membri della Famiglia Imperiale si trasferirono in Francia, negli Stati Uniti d'America, nel Regno Unito, in Italia e presso i parenti che potevano o volevano ospitarli, sposandosi spesso al di fuori delle leggi di famiglia, divorziando e finendo anche coinvolti in scandali.
Nel 1991 i corpi di Nicola II, sua moglie, tre dei loro cinque bambini e quattro dei loro servi furono ritrovati e riesumati (anche se alcuni misero in discussione l'autenticità di queste ossa malgrado la prova del DNA): poiché due corpi erano assenti, molti credettero che due dei giovani Romanov si fossero misteriosamente salvati e si discusse molto su chi potessero essere. Uno scienziato russo, tramite sovrapposizione fotografiche, determinò che fossero Maria e Alessio, mentre in seguito uno scienziato statunitense, confrontando i resti dentali, vertebrali e altri, affermò che mancavano i corpi di Anastasia e Alessio. In particolare, molto mistero ha circondato il destino di Anastasia: la sua supposta sopravvivenza dopo il 1917 ha ispirato numerosi libri e soprattutto film più o meno fantasiosi, fra cui Anastasia del 1956 con Ingrid Bergman e Anastasia del 1997 in animazione.
Le analisi sui corpi esumati nel giugno 1991 si sono protratte fino al 1998, mentre era in corso un dibattito se dovessero essere sepolti nuovamente a Ekaterinburg o a San Pietroburgo: una commissione apposita optò per l'antica capitale e così (assieme ai servi leali che morirono con loro) furono composti in una cappella speciale nella cattedrale dei santi Pietro e Paolo vicino alle tombe dei loro antenati.
Sul punto in cui si ergeva Casa Ipat'ev è stata recentemente costruita la Chiesa sul sangue. Dopo anni di polemica, Nicola II e la sua famiglia furono canonizzati come portatori di passione dalla chiesa ortodossa russa nel 2000: nell'ortodossia, un portatore di passione è un santo a tutti gli effetti, ma martirizzato per motivi non religiosi.
Nel settembre 2006, l'imperatrice Maria Fedorovna, consorte di Alessandro III, venne sepolta nella medesima cattedrale accanto al marito: fuggita dalla Russia ai tempi della rivoluzione, aveva passato gli ultimi anni in esilio nella nativa Danimarca, venendo dapprima sepolta nella cattedrale di Roskilde. Il trasferimento dei suoi resti venne accompagnato da cerimonie elaborate, compresa una messa celebrata nella chiesa di Sant'Isacco dal patriarca. Erano presenti i principi Dimitrij e Nicola Romanovič Romanov, il principe Michail Andreevič (fratello del pittore Andrej Andreevič) e la principessa Ekaterina Ivanovna, figlia del principe Ivan Konstantinovič Romanov: quest'ultima, che aveva allora 90 anni e sarebbe morta l'anno seguente a Montevideo, era l'ultimo membro della famiglia imperiale nato prima della caduta della dinastia e doveva infine trasformarsi nell'ultimo incontestato membro vivente della Casa Imperiale.
Il 23 agosto 2007 uno dei prosecutori dell'inchiesta sui due corpi scomparsi, Sergej Pogorelov, ha dichiarato da Ekaterinburg che «delle ossa trovate in un'area di terra bruciata presso Ekaterinburg appartengono a un ragazzo e a una ragazza all'incirca della stessa età di Aleksej e di una delle sue due più giovani sorelle». Lo scienziato locale Nikolaj Nevolin dichiarò che un test sui resti sarebbe presto stato avviato. Il 28 settembre è stato annunciato dalle autorità regionali che la probabilità che le ossa appartengano ai due figli di Nicola II "è molto alta".
Il 30 aprile 2008, in seguito alla pubblicazione dei test del DNA da parte del laboratorio USA che aveva in esame i resti ritrovati nell'estate, vengono definitivamente identificati i corpi della granduchessa Maria e dello zarevic Aleksej. Lo stesso giorno le autorità russe comunicano ufficialmente che l'intera famiglia è stata identificata.

## Genealogie

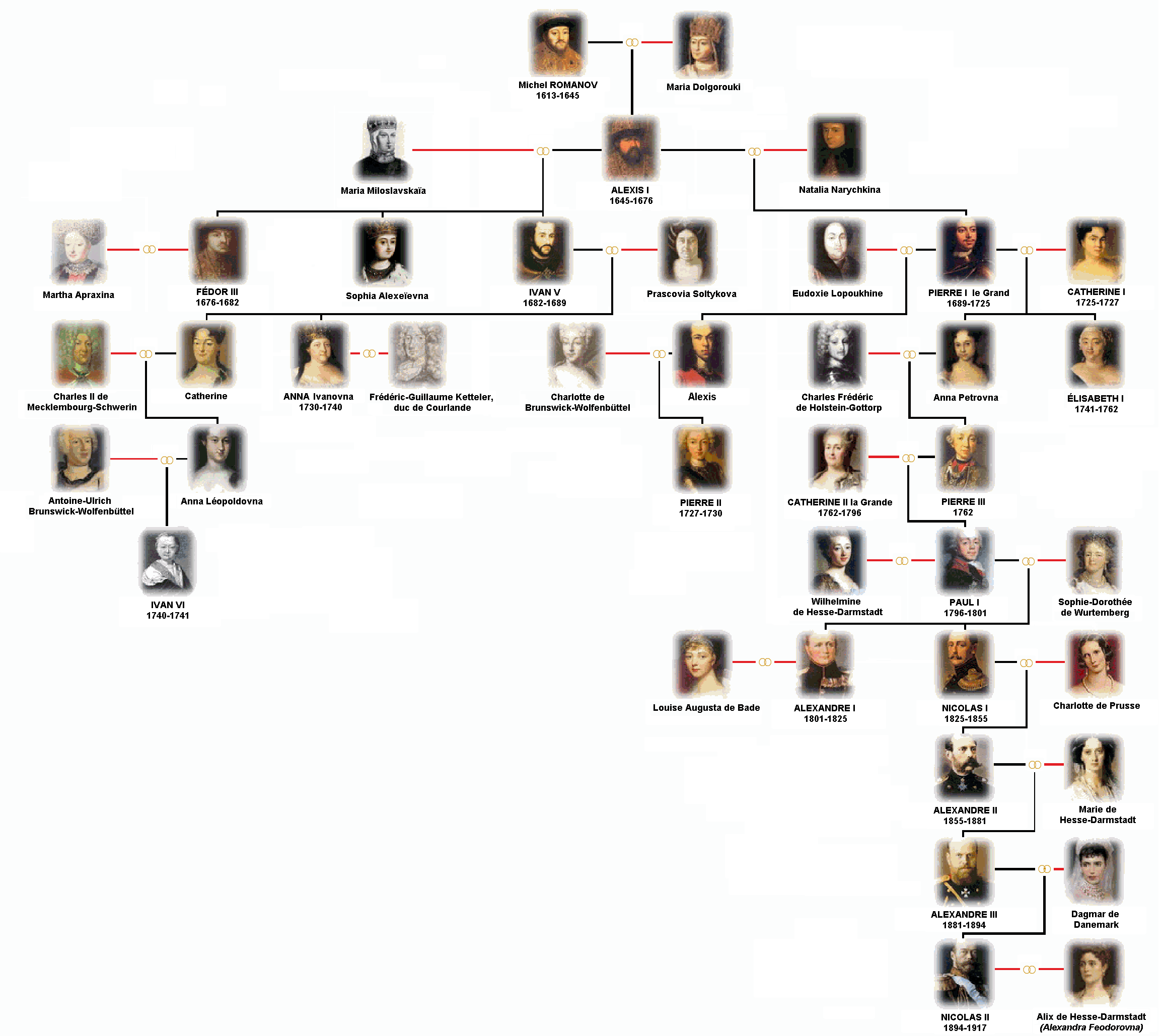
Albero genealogico completo dei Romanov

### Origini (1580-1680)
```
Roman Zachar'in

= ?
│
├── 
Anastasija Romanovna Zachar'ina
 (? - 1560)
│   = 
Ivan IV di Russia

│
└──
Nikita Romanovič
 (? ── 1586)
   = Varvara Ivanovna Chovrina
   │
   ├── 
Fëdor Nikitič
 (1553–1633)
   │   = 
Ksenija Ivanovna Šestova

   │   │
   │   ├── Boris (?─1592)
   │   │
   │   ├── Nikita (?─1593)
   │   │
   │   ├── Lev (?─1597)
   │   │
   │   ├── Tat'jana (?─1611)
   │   │   = Principe Ivan Michailovič Katyrev─Rostovskij (d. 1640)
   │   │
   │   ├── 
Imperatore Michele I
 (1596 – 1645)
   │   │   = 
Maria Dolgorukaja

   │   │   = 
Evdokija Strešnëvna
 
   │   │   │
   │   │   ├── Irina (1627–1679)
   │   │   │
   │   │   ├── Pelagia (1628–1629)
   │   │   │
   │   │   ├── 
Imperatore Alessio I
 (19 marzo 1629 – 29 gennaio 
1676
)
   │   │   │   = 
Marija Il'inična Miloslavskaja

   │   │   │   │
   │   │   │   ├── Dmitrij (1648 – 1649)
   │   │   │   │
   │   │   │   ├── Evdokija (1650 – 1712)
   │   │   │   │
   │   │   │   ├── Marfa (1652 – 1707)
   │   │   │   │
   │   │   │   ├── Aleksej (1654 – 1670)
   │   │   │   │
   │   │   │   ├── Anna (1655 – 1659)
   │   │   │   │
   │   │   │   ├── 
Sofia
(1657 – 1704)
   │   │   │   │
   │   │   │   ├── Ekaterina (1658 – 1718)
   │   │   │   │
   │   │   │   ├── Marija (1660 – 1723)
   │   │   │   │
   │   │   │   ├── 
Imperatore Fëdor III
 (1661 – 1682)
   │   │   │       = Agafija Grušeckaja
   │   │   │       │ 
   │   │   │       ├── Ilja (
1681
)
   │   │   │
   │   │   │   = Marfa Matveevna Apraksina
   │   │   │   │
   │   │   │   ├── Feodosija (1662 – 1713)
   │   │   │   │
   │   │   │   ├── Simeon (1665 – 1669)
   │   │   │   │
   │   │   │   ├── 
Imperatore Ivan V
 (1666 ─ 1696)
   │   │   │   │   = 
Praskovia Feodorovna Saltykova

   │   │   │   │   │ 
   │   │   │   │   ├── Marija (1689 – 1692)
   │   │   │   │   │ 
   │   │   │   │   ├── Feodosija (1690 – 1691)
   │   │   │   │   │ 
   │   │   │   │   ├── 
Ekaterina
 (1691─1733)
   │   │   │   │   │   = 
Carlo Leopoldo di Meclemburgo-Schwerin

   │   │   │   │   │   │
   │   │   │   │   │   ├── 
Anna Leopol'dovna
 (1718 ─ 1746)
   │   │   │   │   │       = Antonio Ulrico di Brunswick─Wolfenbüttel (1714 ─ 1776)
   │   │   │   │   │       │
   │   │   │   │   │       └── 
Imperatore Ivan VI
 (1740─1764)
   │   │   │   │   │ 
   │   │   │   │   ├──  
Imperatrice Anna
 (1693–1740)
   │   │   │   │   │    = 
Federico III Guglielmo
, duca di Curlandia 
   │   │   │   │   │ 
   │   │   │   │   └──  Praskov'ja (1694 – 1731)
   │   │   │   │
   │   │   │   ├── Evdokija (1669 – 1669)
   │   │   │
   │   │   │   = 
Natal'ja Kirillovna Naryškina

   │   │   │   │
   │   │   │   ├── 
Imperatore Pietro I
 (1672 – 1725)
   │   │   │   │   = 
Evdokija Lopuchina

   │   │   │   │
   │   │   │   ├── 
Natal'ja
 (1673 – 1716)
   │   │   │   │
   │   │   │   └── Fëdora (1674 – 1677)
   │   │   │
   │   │   ├── Anna (1630 – 1692)
   │   │   │
   │   │   ├── Marfa (1631 – 1633)
   │   │   │
   │   │   ├── Ivan (1633 – 1639)
   │   │   │
   │   │   ├── Sofia (1634 – 1636)
   │   │   │
   │   │   ├── Tat'jana (1636 – 1706) 
   │   │   │
   │   │   ├── Eudoksja (1637)
   │   │   │
   │   │   └── Vasilij (1639)
   │   │
   │   └── Ivan (1599)
   │
   ├ Anna (?─1585)
   │
   └ Euphimia (?─1602)
```

```
= Evdokija Aleksandrovna Gorbataja─Šujskaja
│
├── Michail (?─1605)
│
├── Aleksandr (?─1605)
│
├── Vasilij (?─1601)
│
├── 
Ivan Nikitič
 (?─1640)
│  = Uliana Fëdorovna Litvinova─Massalaskaja
│  │
│  ├── Nikita (c. 1607 – 1654)
│  │
│  ├── Andrej (? - 1609)
│  │ 
│  ├── Dmitrij (? - 1611)
│  │
│  ├── Irina (? - 1615)
│  │ 
│  ├── Praskovja (? - 1622)
│  │ 
│  └── Ivan (? - 1625)
│
├── Uliana (? ─ 1565)
│ 
├── Marfa (? ─ 1610)
│   = Principe Boris Kambulatovič Čerkasskij
│ 
└── Irina (? ─ 1636)
    = Ivan Ivanovič Godunov
```

### Petrovič (1680-1825)
```
Imperatore Pietro I
 (1672 – 1725)
= 
Evdokija Lopuchina

│
├── S.A.I. 
Alessio
 (
1690
 – 
1718
)
│   = S.A.S 
Carlotta Cristina di Brunswick-Wolfenbüttel
 (1694 – 1715)
│   │
│   ├── S.A.I. 
Natal'ja
 (1714 - 1728)
│   │
│   ├── S. M. I. 
Imperatore Pietro II
 (1715-1730)
│
├── Alessandro (
1691
 – 
1692
) 
│
├── S.A.I. Paolo (
1693
 – 
1693
)
```

```
= S.M.I. 
Imperatrice Caterina I
 (1683–1727)
│
├── S.A.I. 
Anna Petrovna Romanova
 (
1708
 – 
1728
)
│   = S.A.R. 
Carlo Federico di Holstein-Gottorp

│   │
│   ├── S.M.I. 
Imperatore Pietro III
 (1728–1762)
│       = S.M.I. 
Imperatrice Caterina II
 (1729-1796)
│       │
│       ├── 
Imperatore Paolo I
 (1754–1801)
│           = S.A.S 
Guglielmina d'Assia-Darmstadt

│           │
│           ├── 
Imperatore Alessandro I
 (
1777
 - 
1825
)
│           │   = 
Luisa Maria di Baden

│           │
│           ├── S.A.I. 
Granduca Konstantin Pavlovič
 (
1779
-
1831
)
│           │   = S.A.R. 
Giuliana di Sassonia-Coburgo-Gotha

│           │   =  Giovanna Grudzińska
│           │
│           ├── S.A.I. 
Granduchessa Alessandra Pavlovna
 (
1783
-
1801
)
│           │   = S.A.I.R. 
Giuseppe Antonio Giovanni d'Asburgo-Lorena
 
│           │
│           ├── S.A.I. 
Granduchessa Elena Pavlovna
 (
1784
-
1803
)
│           │   = S.A.R. 
Federico Ludovico di Meclemburgo-Schwerin
 
│           │
│           ├── S.A.I. 
Granduchessa Maria Pavlovna
 (
1786
-
1859
)
│           │   = S.A.R. 
Carlo Federico di Sassonia-Weimar-Eisenach
 
│           │
│           ├── S.A.I. 
Granduchessa Ekaterina Pavlovna
 (
1788
-
1819
)
│           │   = S.A.R. 
Giorgio di Holstein-Oldenburg

│           │   = S.M. 
Guglielmo I di Württemberg

│           │
│           ├── S.A.I. Ol'ga (
1792
-
1795
)
│           │
│           ├── S.A.I. 
Granduchessa Anna Pavlovna
 (
1795
-
1865
)
│           │   = S.M. 
Guglielmo II dei Paesi Bassi

│           │
│           ├── S.M.I. 
Imperatore Nicola I
 (
1796
-
1855
)
│           │   = S.A.R. 
Carlotta di Prussia

│           │
│           ├── S.A.I. 
Granduca Michail Pavlovič
 (
1798
-
1849
)
│               = S.A.R. 
Carlotta di Württemberg

│               │
│               ├── S.A.I. Granduchessa Marija Michajlovna (1825 - 1846)
│               │
│               ├── S.A.I. Granduchessa 
Elizaveta Michajlovna
 (
1826
 - 
1845
) 
│               │   = S.A.R. 
Adolfo di Lussemburgo

│               │
│               ├── S.A.I. Granduchessa 
Ekaterina Michajlovna
 (
1827
 - 
1894
)
│               │   = S.A.R. Giorgio Augusto di Meclemburgo-Strelitz
│               │
│               ├── S.A.I. Granduchessa Aleksandra Michajlovna (1831 - 1832)
│               │
│               ├── S.A.I. Granduchessa Anna Michajlovna (1834 - 1836)
│
├── S.M.I. 
Imperatrice Elisabetta I
 (
1709
 – 
1762
) 
│
├── S.A.I. Natal'ja (
1713
 – 
1715
)
│
├── S.A.I. Margherita (
1714
 – 
1715
)
│
├── S.A.I. Pietro (
1715
 – 
1719
)
│
├── S.A.I. Paolo (
1717
 – 
1717
)
│
├── S.A.I. Natal'ja (
1718
 – 
1725
)
```

### Aleksandrovič
```
S.M.I 
Imperatore Nicola I
 (1796-1855) 
= S.A.R. 
Principessa Carlotta di Prussia
 (1798-1860)
│
├── S.M.I. 
Imperatore Alessandro II
 (1818-1881)
    = S.A.G. 
Principessa Maria d'Assia-Darmstadt
 (1824-1880)
    │
    ├── S.A.I 
Granduchessa Aleksandra Aleksandrovna
 (1842-1849)
    │
    ├── S.A.I 
Zarevic Nikolaj Aleksandrovič
 (1843-1865)
    │
    ├── S.M.I 
Imperatore Alessandro III
 (1845-1894)
    │   = S.A.R. 
Principessa Dagmar di Danimarca
 (1847-1928)
    │   │
    │   ├── S.M.I 
Imperatore Nicola II
 (1868-1918)
    │   │   = S.A.G. 
Principessa Alix d'Assia-Darmstadt
 (1872-1918)
    │   │   │
    │   │   ├── S.A.I. 
Granduchessa Ol'ga Nikolaevna
 (1895-1918) 
    │   │   │
    │   │   ├── S.A.I. 
Granduchessa Tat'jana Nikolaevna
 (1897-1918)
    │   │   │
    │   │   ├── S.A.I. 
Granduchessa Marija Nikolaevna
 (1899-1918)
    │   │   │
    │   │   ├── S.A.I. 
Granduchessa Anastasija Nikolaevna
 (1901-1918)
    │   │   │
    │   │   ├── S.A.I. 
Zarevic Aleksej Nikolaevič
 (1904-1918)
    │   │
    │   ├── S.A.I. Granduca Aleksandr Aleksandrovič (1869-1870)
    │   │
    │   ├── S.A.I. 
Granduca George Aleksandrovič
 (1871-1899)
    │   │
    │   ├── S.A.I. 
Granduchessa Ksenija Aleksandrovna
 (1875-1960)
    │   │   = S.A.I. 
Granduca Aleksandr Michailovič
 (1866-1933)
    │   │
    │   ├── S.A.I. 
Granduca Michail Aleksandrovič
 (1878-1918)
    │   │   = 
Natal'ja Sergeevna Šeremetevskaja
 (1880-1952), creata Contessa Brasova
    │   │   │ 
    │   │   ├── S.A. 
Georgij Michajlovič, Conte Brasov
 (1910-1931)
    │   │
    │   ├── S.A.I. 
Granduchessa Ol'ga Aleksandrovna
 (1882-1960)
    │       = S.A.I. 
Pietro d'Oldenburg
 (1868-1924) div.
    │       = Nikolaj Aleksandrovič Kulikovskij (1882-1958)
    │
    ├── S.A.I. 
Granduchessa Maria Aleksandrovna
 (1853-1920)
    │   = HRH 
Alfredo di Sassonia-Coburgo-Gotha
 (1844-1900)
    │
    ├── S.A.I. 
Granduca Sergej Aleksandrovič
 (1857-1905)
        = S.A.G. 
Principessa Elisabetta d'Assia-Darmstadt
 (1864-1918)
```

### Vladimirovič
```
S.M.I 
Imperatore Nicola I
 (1796-1855) 
= S.A.R. 
Principessa Carlotta di Prussia
 (1798-1860)
│
├── S.M.I. 
Imperatore Alessandro II
 (1818-1881)
    = S.A.G. 
Principessa Maria d'Assia-Darmstadt
 (1824-1880)
    │
    ├── S.A.I. 
Granduca Vladimir Aleksandrovič
 (1847-1909)
        = S.A. 
Duchessa Maria di Meclemburgo-Schwerin
 (1854-1920)
        │
        ├── S.A.I. Granduca Aleksandr Vladimirovič (1875-1877) 
        │
        ├── S.A.I. 
Granduca Kirill Vladimirovič
 (1876-1938) 
        │   = S.A.R. 
Vittoria Melita di Sassonia-Coburgo-Gotha
 (1875-1936)
        │   │
        │   ├── S.A.I. 
Principessa Marija Kirillovna
 (1907-1951) 
        │   │   = S.A.S. Federico Carlo Principe di Leiningen (1898-1946)
        │   │
        │   ├── S.A.I. 
Principessa Kira Kirillovna
 (1909-1967)
        │   │   = S.A.I.R 
Luigi Ferdinando di Prussia
 (1907-1994)
        │   │
        │   ├── S.A.I. 
Principe Vladimir Kirillovič
 (1917-1992)
        │       = S.A.S. 
Leonida Bagration-Mukhrani
 (1914-2010)
        │       │
        │       ├── S.A.I 
Granduchessa Marija Vladimirovna
 (1953-viv.) 
        │           = S.A.R. Francesco Guglielmo di Prussia (1943-viv.)
        │           │
        │           ├── S.A.I Georgij Michailovič (1981-viv.) 
        │
        ├── S.A.I. 
Granduca Boris Vladimirovič
 (1877-1943)
        │   = Zinaida Raševskaja (1898-1963)
        │
        ├── S.AI. 
Granduca Andrej Vladimirovič
 (1879-1956)
        │   = 
Matil'da Kšesinskaja
 (1872-1971) creata. A.S e principessa Romanovskya-Krasinskaja
        │   │
        │   ├── S.A.S Principe Vladimir Romanovskij-Krasinskij (1902-1974)
        │
        ├── S.AI. 
Granduchessa Elena Vladimirovna
 (1882-1957)
            = S.A.R. 
Nicola di Grecia
 (1872-1938)
```

### Belevskij-Žukovskij
```
S.M.I. 
Imperatore Nicola I
 (1796-1855) 
= S.A.R. 
Principessa Carlotta di Prussia
 (1798-1860)
│
├── S.M.I. 
Imperatore Alessandro II
 (1818-1881)
    = S.A.G. 
Principessa Maria d'Assia-Darmstadt
 (1824-1880)
    │
    ├── S.A.I. 
Granduca Aleksej Aleksandrovič
 (1850-1908)
         = 
Aleksandra Žukovskaja
 (1842-1899) creata contessa Žukovskaja 
          │
          ├── Conte Aleksej Belevskij-Žukovskij (1871-1931) creato Conte Belevskij-Žukovskij
             = Principessa Marija Trubeckaja (1872-1954) div. 
             │
             ├── Contessa Elizaveta Belevskaja-Žukovskaja (1896-1972)
             │   = Peter Perevostčikov (1872-1837)
             │   = Arthur Lourie (1892-1966)
             │
             ├── Contessa Aleksandra Belevskaja-Žukovskaja (1892-?)
             │   = Henry de Lepp (1896-1955) div. 
             │   = George Flevitzky (1904-1960)
             │
             ├── Contessa Marjia Belevskaja-Žukovskaja (1901-1996)
             │   = Vladimir Sverbeev (1890-1951)
             │   = Vladimir Janučevskij (1897-1970)
             │
             ├── Conte Sergej Belevskij-Žukovskij (1903-1956)
                 = Nina Botkina (1901-1966)
                 │
                 ├── Contessa Elena Belevskaja-Žukovskaja (b. 1929)
                     = Nikolaj Mojaiskij (b. 1928) div. 
                     = Conte Kirill Nieroth (b. 1930)
```

### Pavlovič e Paley
```
S.M.I 
Imperatore Nicola I
 (1796-1855) 
= S.A.R. 
Principessa Carlotta di Prussia
 (1798-1860)
│
├── S.M.I. 
Imperatore Alessandro II
 (1818-1881)
    = S.A.G. 
Principessa Maria d'Assia-Darmstadt
 (1824-1880)
    │
    ├── S.A.I. 
Granduca Pavel Aleksandrovič
 (1860-1919)
        =S.A.R. 
Alessandra di Grecia
 (1870-1891) 
        │
        ├── S.A.I. 
Granduchessa Marija Pavlovna
 (1890-1958)
        │   = S.A.R. 
Guglielmo di Svezia
 Duca di Södermanland (1884-1965)
        │
        ├── S.A.I. 
Granduca Dmitrij Pavlovič
 (1891-1941) 
            = 
Audrey Emery
 (1904-1971) creata S.A.S. Principessa Romanovskaya-Ilyinskaya
            │
            ├── S.A.S. 
Pavel Dimitrievič Romanovskij-Il'inskij
 (1928-2004) 
                = Mary Prince (1925-viv.), ann.
                = Angelica Kauffman (1932-viv.) 
                │
                ├── S.A.S. Principe Dimitri Pavlovič Romanovskij-Il'inskij (1954-viv.) 
                │   = Martha McDowell (1952-viv.) 
                │   │
                │   ├──  S.A.S. Principessa Catherine Romanovskaja-Il'inskaja (1981-viv.)
                │   │
                │   ├── S.A.S. Principessa Victoria Romanovskaja-Il'inskaja (1984-viv.) 
                │   │
                │   ├── S.A.S. Principessa Lela Romanovskaja-Il'inskaja (1986-viv.) 
                │
                ├── S.A.S. Principessa Paula Pavlovna Romanovskaja-Il'inskaja (1956-viv.)
                │   = Mark Comisar (b. 1953)
                │
                ├── S.A.S. Principessa Anna Pavlovna Romanovskaja-Il'inskaja (1959-viv.)
                │   = Robin de Young (1952-viv.) div. 
                │   = David Wise Glossinger (1953-viv.)
                │
                ├── S.A.S. Principe Michael Pavlovič Romanovskij-Il'inskij (1961-viv.) 
                    = Paula Maier (1965-viv.) div. 
                    │
                    ├── HSH Principessa Alexis Michailovna Romanovskaja-Il'inskaja (1994-viv.)
```

```
                    = Lisa Schiesler (1973-viv.) div.
```

```
        = 
Ol'ga Karnovitch
 (1866-1929) creata S.A.S. Principessa Paley 
        │
        ├── S.A.S. 
Principe Vladimir Pavlovič Paley
 (1897-1918) 
        │
        ├── S.A.S. 
Principessa Irina Pavlovna Paley
 (1903-1990) 
        │   = S.A.I Principe 
Fëdor Aleksandrovič
 (1898-1968) div.
        │   = Conte Hubert de Monbrison (1892-1982)
        │
        ├── S.A.S. 
Principessa Natalia Pavlovna Paley
 (1905-1981) 
            = Lucien Lelong (1889-1958) div. 
            = John Chapman Wilson (1889-1961)
```

### Jur'evskij
```
S.M.I. 
Imperatore Alessandro II
 (1818-1881)
= 
Principessa Ekaterina Dolgorukova
 (1847-1922) creata S.A.S. Principessa Jur'evska
│
├── S.A.S. Principe Georgij Aleksandrovič Jur'evskij (1872-1913)
│   = Contessa Alexandra di Zarnekau (1883-1957) div.
│   │
│   ├── S.A.S. Principe Aleksandr Georgijevič Jur'evskij (1900-1988)
│       = Beer Ursule de Grüneck (1925-2001)
│       │
│       ├── S.A.S. Principe Georgij Aleksandrovič Jur'evskij (1961-viv.)
│           = Katharina Verhagen (1964-viv.)
│
├── S.A.S. Principessa Ol'ga Aleksandrovna Jur'evska (1873-1925)
│   = Conte Georg of Merenberg (1871-1948) 
│
├── S.A.S. Principe Boris Aleksandrovič Jur'evskij (1876-1876)
│
├── S.A.S. Principessa Ekaterina Jur'evska (1878-1959)
     = Principe Aleksandr Bariatinskij (1870-1910)
     = Principe Sergej Obolenskij (1890-1978) div.
```

### Konstantinovič
```
S.M.I 
Imperatore Nicola I
 (1796-1855) 
= S.A.R. 
Principessa Carlotta di Prussia
 (1798-1860)
│
├── S.A.I. 
Granduca Konstantin Nikolaevič
 (1827-1892)
    = S.A. 
Alessandra di Sassonia-Altenburg
 (1830-1911)
    │
    ├── S.A.I. 
Nikolaj Konstantinovič
 (1850-1918)
    │   =  Nadedja Alexandrovna von Dreyer (1861-1929)
    │   │
    │   ├── Principe Artemio Nikolaevič Iskander (1883-1919) 
    │   │
    │   ├── Principe Aleksandr Nikolaevič Iskander (1889-1957) 
    │       = Olga Rogovskaya (1893-?), div. 
    │       │
    │       ├── Principe Kirill Aleksandrovič Iskander (1915-1992) 
    │       │
    │       ├── Principessa Natalja Aleksandrovna Iskander (1917-1999) 
    │           = Nikolai Dostal
    │
   │       = Natalija Chanykova (1893-1982) 
    │
    ├── S.A.I. 
Ol'ga Konstantinovna
 (1851-1926) 
    │   = S.M. Re 
Giorgio I di Grecia
 (1845-1913)
    │
    ├── S.A.I. 
Vera Konstantinovna
 (1854-1912) 
    │   = S.A.R. Duca Eugenio di Württemberg (1846-1877)
    │
    ├── S.A.I. 
Granduca Konstantin Konstantinovič
  (1858-1915)
    │   = S.A. 
Elisabetta di Sassonia-Altenburg
 (1865-1927)
    │   │
    │   ├── S.A. 
Ivan Konstantinovič
 (1886-1918)
    │   │   = S.A.R. 
Elena di Serbia
 (1884-1962)
    │   │   │
    │   │   ├── S.A.S. Principe Vsevelod Ivanovič (1914-1973)
    │   │   │   = Lady Mary Lygon (1910-1982) creata S.A.S. e Principessa Romanovskaja-Pavlovskaja (div.)
    │   │   │   = Emilia de Gosztonyi (1914-1993) creata S.A.S. e Principessa Romanovskaja (div.)
    │   │   │   = Valli Knust (b. 1930) creata S.A.S. e Principessa Romanovskaja-Knust
    │   │   │
    │   │   ├── S.A.S. Principessa Ekaterina Ivanovna (1915-2007)
    │   │       = Ruggero, Marchese Farace di Villaforesta (1909-1970)
    │   │
    │   ├── S.A. 
Principe Gavriil Konstantinovič
 (1887-1955) 
    │   │   = Antonia Nesterovskja (1890-1950)
    │   │   = Princess Irina Kurakina (1903-1993)
    │   │
    │   ├── S.A. 
Principessa Tat'jana Konstantinovna
 (1890-1979)
    │   │   = S.A.S. Principe Konstantin 
Bagration-Mukhrani
 (1889 -1915)
    │   │   = Alexander Korochenzov (1877-1922)
    │   │
    │   ├── S.A. 
Principe Konstantin Konstantinovič
 (1891-1918)
    │   │
    │   ├── S.A. 
Principe Oleg Konstantinovič
 (1892-1914)
    │   │
    │   ├── S.A. 
Principe Igor' Konstantinovič
 (1894-1918)
    │   │
    │   ├── S.A. 
Principe Georgij Konstantinovič
 (1903-1938)
    │   │
    │   ├── S.A. Principessa Natalia Konstantinovna (1905-1905)
    │   │
    │   ├── S.A. 
Principessa Vera Konstantinovna
 (1906-2001)
    │
    ├── S.A.I. 
Granduca Dmitrij Konstantinovič
 (1860-1919) 
    │
    ├── S.A.I. 
Granduca Vjačeslav Konstantinovič
 (1862-1879)
```

### Nikolaevič
```
S.M.I 
Imperatore Nicola I
 (1796-1855) 
= S.A.R. 
Principessa Carlotta di Prussia
 (1798-1860)
│
├── S.A.I. 
Granduca Nikolaj Nikolaevič
 (1831-1891)
    = S.A. 
Alessandra di Oldenburg
 (1838-1900)
    │
    ├── S.A.I. 
Granduca Nikolaj Nikolaevič
 (1856-1929)
    │   = S.A.R. 
Anastasia del Montenegro
 (1868-1935)
    │
    ├── S.A.I 
Granduca Pëtr Nikolaevič
 (1864-1931)
        = S.A.R. 
Milica del Montenegro
 (1866-1951)
        │
        ├── S.A. 
Marina Petrovna
 (1892-1981) 
        │   = Principe Aleksandr Galicin (1885-1974)
        │
        ├── S.A. 
Principe Roman Petrovič
 (1896-1978) 
        │   = Contessa Praskovja Šeremet'eva (1901-1980)
        │   │
        │   ├── S.A.S. 
Principe Nicola Romanovič
 (1922-2014)
        │   │   = Contessa Sveva della Gherardesca (1930-viv.)
        │   │   │
        │   │   ├── S.A.S. Principessa Natalja Nikolaevna (1952-viv.)
        │   │   │   = 
Giuseppe Consolo
 (1948-viv.)
        │   │   │
        │   │   ├── S.A.S. Principessa Elizaveta Nikolaevna (1956-viv.) 
        │   │   │   = Mauro Bonacini (1950-viv.)
        │   │   │
        │   │   ├── S.A.S. Principessa Tat'jana Nikolaevna (1961-viv.) 
        │   │        = Giambattista Alessandri (1958-viv.) div. 
        │   │        = Giancarlo Tirotti (1947-viv.)
        │   │
        │   ├── S.A.S. 
Principe Dimitrij Romanovič
 (1926-2016)
        │       = Johanna von Kauffmann (1936-1989)
        │       = Dorrit Reventlow (1942-viv.)
        │
        ├── S.A. Principessa Nadežda Petrovna (1898-1988) 
        │   = Principe Nikolaj Orlov (1896-1961)
        │
        ├── S.A. Principessa Sof'ja Petrovna (1898-1898)
```

### Michailovič
```
S.M.I 
Imperatore Nicola I
 (1796-1855)
= S.A.R. 
Principessa Carlotta di Prussia
 (1798-1860)
│
├── S.A.I. 
Granduca Michail Nikolaevič
 (1832-1909)
    = S.A.G. 
Cecilia di Baden
 (1839-1891)
    │
    ├── S.A.I. 
Granduca Nikolaj Michajlovič
 (1859-1919)
    │
    ├── S.A.I. 
Granduchessa Anastasija Michajlovna
 (1860-1922)
    │   = S.A.R. 
Federico Francesco III di Meclemburgo-Schwerin
 (1851-1897)
    │
    ├── S.A.I. 
Granduca Michail Michajlovič
 (1861-1929)
    │   = Contessa Sofia di Merenberg (1868-1927) cr Contessa de Torby
    │   │
    │   ├── 
Contessa Anastasia de Torby
 (1892-1977)
    │   │   = Sir 
Harold Augustus Wernher
 (1893-1973)
    │   │
    │   ├── 
Contess Nadejda de Torby
 (1896-1963)
    │   │   = 
Giorgio Mountbatten
 Marchese di Milford Haven (1892-1938)
    │   │
    │   ├── Conte Michail Michajlovič de Torby (1898-1959)
    │
    ├── S.A.I. 
Granduca Georgij Michajlovič
 (1863-1919)
    │    = S.A.R. 
Principessa Maria di Grecia
 (1876-1940)
    │   │
    │   ├── S.A. Principessa Nina Georgievna (1901-1974)
    │   │   = Principe Paul Chavchavadze (1899-1971)
    │   │
    │   ├── S.A. 
Principessa Ksenija Georgievna
 (1903-1965)
    │       = William Bateman Leeds (1902-1971)
    │       = Herman Jud (1911-1981)
    │
    ├── S.A.I. 
Granduca Aleksandr Michajlovič
 (1866-1933)
    │   = S.A.I. 
Granduchessa Ksenija Alexandrovna
 (1875-1960)
    │   │
    │   ├── S.A. 
Principessa Irina Aleksandrovna
 (1895-1970)
    │   │   = 
Feliks Feliksovič Jusupov
 (1887-1967)
    │   │
    │   ├── S.A. 
Principe Andrej Aleksandrovič
 (1897-1981)
    │   │   = Elisabetha Sasso-Ruffo (1886-1940)
    │   │   │
    │   │   ├── S.A.S. Principessa Ksenija Andreevna (1919-2000)
    │   │   │   = Calhoun Ancrum (b. 1915) div.
    │   │   │   = Geoffrey Tooth (1908-1998)
    │   │   │			
    │   │   ├── S.A.S. Principe Michail Andreevič (1920-2008)
    │   │   │   = Esther Murphy (b. 1921) div.	
    │   │   │   = Shirley Crammond (1916-1983)
    │   │   │   = Giulia Gemma Crespi (b. 1930)
    │   │   │			
    │   │   ├── S.A.S. Principe Andrej Andreevič (b. 1923)
    │   │       = Elena Dourneva (b. 1927) div
    │   │       │				
    │   │       ├── S.A.S. Principe Alexis Andreevič (b. 1953)
    │   │           = Zoetta Leisy (b. 1956)
    │   │    	
    │   │       = Kathleen Norris (1935-1967)
    │   │       │				
    │   │       ├── S.A.S. Principe Pëtr Andreevič (b. 1961)
    │   │       │
    │   │       ├── S.A.S. Principe Andrej Andreevič (b. 1963)
    │   │           = Elisabeth Flores (b. 1964)			
    │   │           │
    │   │           ├── S.A.S. Principessa Nataša Andreevna (b. 1993)
    │   │    	
    │   │       = Inez von Bachelin (b. 1933)
    │   │
    │   │   = Nadine Sylvia Ada McDougall (1908-2000)
    │   │   │			
    │   │   ├── S.A.S. Principessa Ol'ga Andreevna (b. 1950)	
    │   │       = Thomas Mathew (b. 1945)		
    │   │	
    │   ├── S.A. 
Principe Fëdor Aleksandrovič
 (1898-1968)
    │   │   = S.A.S. 
Principessa Irina Pavlovna
 (1903-1990) div.
    │   │   │			
    │   │   ├── S.A.S. Principe Michail Fëdorovič (b. 1924)
    │   │   │	 = Helga Staufenberger (b. 1926) div.
    │   │   │   │
    │   │   │   ├── S.A.S. Principe Michail Michajlovič Romanov (1959-2001)
    │   │   │	     ≈ Maria de las Mercedes Ustrell-Cabani (b. 1960)
    │   │   │       │
    │   │   │       ├──Tatiana Romanova (b. 1986)
    │   │   │	  			
    │   │   │	
    │   │   │	 = Maria de las Mercedes Ustrell-Cabani (b. 1960)
    │   │   │			
    │   │   ├── S.A.S. Principessa Irene Fëdorovna Romanova (b. 1934)
    │   │	 = Andre Jean Pelle (b. 1923) div.
    │   │	 = Victor-Marcel Soulas (b. 1938) div.
    │   │		
    │   ├── S.A. 
Principe Nikita Aleksandrovič
 (1900-1974)
    │   │   = Contessa Maria Voroncova-Daškova (1903-1997)	
    │   │   │			
    │   │   ├── S.A. 
Principe Nikita Nikitič
 (1923-2007)
    │   │   │	 = Jane Anna Schoenwald (b. 1933)
    │   │   │   │
    │   │   │   ├── S.A. Principe Fëdor Nikitič (1974-2007)
    │   │   │			
    │   │   ├── S.A.S. 
Principe Aleksandr Nikitič
 (1929-2002)
    │   │	 = Maria Valguarnera di Niscemi (b. 1931)
    │   │		
    │   ├── S.A. 
Principe Dmitrij Aleksandrovič
 (1901-80)
    │   │   = Contessa Marina Golenisčeva-Kutuzova (1912-1969) div.
    │   │   │			
    │   │   ├── S.A.S. Principessa Nadežda (1933-2002)
    │   │	 = Anthony Brian Allen (b. 1931)
    │   │	 = William Thomas Hall Clark (1924-1995)
    │   │
    │   │   = Sheila MacKellar Chisholm (1898-1969)
    │   │
    │   ├── S.A. 
Principe Rostislav Aleksandrovič
 (1902-1978)
    │   │   = Principessa Aleksandra Galitzin (1905-2006) div.
    │   │   │					
    │   │   ├── S.A. Principe Rostislav Rostislavovič (1938-1999)
    │   │   	 = Stephena Verdel Cook (b. 1938) div.
    │   │       │				
    │   │       ├── S.A.S Principessa Stephena Rostislavovna (b. 1963)
    │   │   	
    │   │       = Christia Ipsen (b. 1949)
    │   │       │				
    │   │       ├── S.A.S Principessa Aleksandra Rostislavovna (b. 1983)
    │   │       │				
    │   │       ├── S.A.S Principe Rostislav Rostislavovič (b. 1985)
    │   │       │				
    │   │       ├── S.A.S Principe Nikita Rostislavovič (b. 1987)
    │   │   	
    │   │   = Alice Eilken (1923-1996) div.
    │   │   │
    │   │   ├── S.A.S Principe Nikolaj Rostislavovič (1945-2000)
    │   │       = Pamela Kuzinowski (b. 1944) div.
    │   │       │				
    │   │       ├── S.A.S Principe Nikolaj Nikolaevič (b. 1968)
    │   │       │   = Lisa Marie Flowa (b. 1971)
    │   │       │   │					
    │   │       │   ├── S.A.S. Principe Cory Nikolaevič (1994-1998)
    │   │       │				
    │   │       ├── S.A.S Principe Daniel Nikolaevič (b. 1972)
    │   │       │			
    │   │       ├── S.A.S Principessa Heather Nikolaevna (b. 1976)
    │   │
    │   │   = Hedwig von Chappuis (1905-1997)
    │   │		
    │   ├── S.A. 
Principe Vasilij Aleksandrovič
 (1907-1989)
    │	     = Principessa Natal'ja Galitzin (1907-1989)
    │       │			
    │       ├── S.A.S. Principessa Marina (b. 1940)
    │		 = William Beadleston (b. 1938) div.
    │
    ├── S.A.I. 
Granduca Sergej Michajlovič
 (1869-1918)
    │	
    ├── S.A.I. 
Granduca Aleksej Michajlovič
 (1875-1895)
```